# Diepwaterkoraal

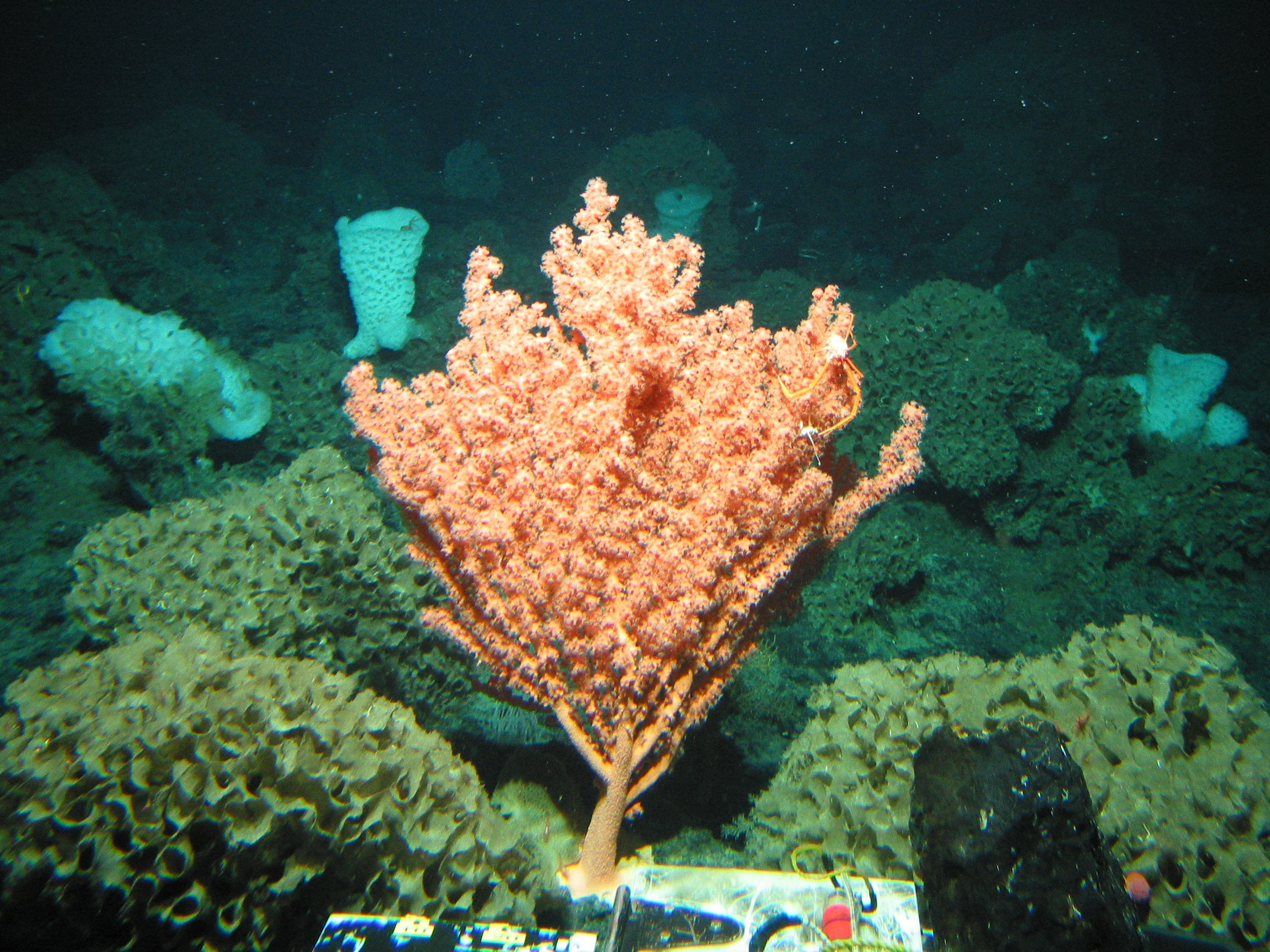
Diepwaterkoralen op ongeveer 700 meter diepte in de Golf van Alaska

Diepwaterkoraal of koudwaterkoraal is een aanduiding voor koraalgemeenschappen in relatief diep (beneden 40 m) en koud water (4-13 °C) of de soorten die daar voorkomen. Deze koraalgemeenschappen wijken af van de overbekende koraalriffen in de bovenste 100 m in warm water (20-29 °C) in de tropen. Koudwaterkoraalgemeenschappen zijn in bijna alle oceanen en zeeën te vinden: in fjorden, langs de rand van het continentaal plat, en rond banken en onderzeese bergen omgeven door diep water. Aangezien deze gemeenschappen op grotere diepe leven met onvoldoende licht voor fotosynthese, maar in relatief voedselrijk zeewater, functioneren deze ecosystemen op een andere manier dan de tropische koraalriffen (die juist in warm, licht en voedselarm water voorkomen). Koudwaterkoralen bevatten geen fotosynthetiserende symbiotische zoöxanthellen, en zijn daardoor afhankelijk van fijn organisch materiaal en zoöplankton als voedsel. Om dat voedsel efficiënt te vangen, hebben veel koudwaterkoralen boomachtig vertakkende kolonies van poliepen.
De uitgebreidste koudwaterkoraalgemeenschappen zijn riffen die worden geconstrueerd door steenkoralen die voorkomen tot een diepte van enkele honderden meters. Deze steenkoralen vormen structuren die variëren van verspreide kolonies van enkele meters in diameter tot grote riffen van tientallen kilometers lang. Zulke koudwaterriffen worden gebouwd door slechts enkele koraalsoorten. In de Noord-Atlantische Oceaan, de Middellandse Zee en de Golf van Mexico zijn Lophelia pertusa en Madrepora oculata de meest voorkomende rifbouwers. Op de continentale helling voor de Amerikaanse Atlantische kust tussen Florida en North Carolina is dit Oculina varicosa. Op het zuidelijk halfrond, met name onderzeese bergen en oceanische banken nabij Tasmanië en Nieuw-Zeeland, zijn Goniocorella dumosa en Solenosmilia variabilis de meest prominente rifbouwende soorten.
Daarnaast zijn er bijvoorbeeld in de noordelijke Stille Oceaan ecosystemen die zijn gevormd rondom zachte koralen (in het Engels 'octocoral gardens'), en die behoren tot de soorten- en kleurrijkste gemeenschappen in diep water op hoge breedte.
Net als tropische koraalriffen verschaffen ook koraalstructuren in koud water een thuis voor duizenden andere soorten, in het bijzondere dieren als sponzen, borstelwormen, schaaldieren (krabben, kreeften en garnalen), weekdieren (mosselen, slakken, inktvissen), stekelhuidigen (zeesterren, zee-egels, slangsterren, haarsterren), mosdiertjes en vissen.
Koudwaterkoraalgemeenschappen komen voor waar een diepe stroming van voedselrijk water een stenige barrière kruist of door een smalle doorgang geperst wordt (zoals in een zeestraat of een fjord) en waar de bodem niet wordt omgewoeld door golven, zodat er geen sediment wordt afgezet tussen het koraal, en er veel voedsel beschikbaar is.